# WWE Night of Champions
Night of Champions er et pay-per-view-show inden for wrestling produceret af World Wrestling Entertainment. Det er ét af organisationens månedlige shows og bliver som regel afholdt i juni, juli eller september.
Begivenheden har sine rødder i WWE's Vengeance, der startede i december 2001. I 2007 blev showet kaldt for Vengeance: Night of Champions, fordi alle WWE's ni titler blev forsvaret i showet denne aften. WWE besluttede, at dette show skulle være en aften, hvor alle titlerne blev forsvaret og omdøbte dermed showet til Night of Champions i 2008. 
I 2010 blev der dog for første gang afholdt en kamp, som ikke var om nogen titel. I 2011 blev der både afholdt et show med navnet Night of Champions (i september) og Vengeance (i oktober). 

## Main events
| År   | Main event                                                                        | Titel                              |
| ---- | --------------------------------------------------------------------------------- | ---------------------------------- |
| 2008 | Triple H vs. John Cena                                                            | WWE Championship                   |
| 2009 | CM Punk vs. Jeff Hardy                                                            | WWE World Heavyweight Championship |
| 2010 | Sheamus vs. Wade Barrett vs. Chris Jericho vs. Edge vs. Randy Orton vs. John Cena | WWE Championship                   |
| 2011 | Triple H vs. CM Punk                                                              |                                    |
| 2012 | CM Punk vs. John Cena                                                             | WWE Championship                   |
| 2013 | Randy Orton vs. Daniel Bryan                                                      | WWE Championship                   |

## Resultater

### 2009
WWE Night of Champions 2009 blev afholdt d. 26. juli 2009 fra Wachovia Center i Philadelphia, Pennsylvania.
- WWE Tag Team Championship: Chris Jericho og Big Show besejrede The Legacy (Cody Rhodes og Ted DiBiase)
- ECW Championship: Christian besejrede Tommy Dreamer
- WWE United States Championship: Kofi Kingston besejrede Montel Vontavious Porter, The Miz, Carlito, Jack Swagger og Primo i en Six-Pack Challenge
- WWE Women's Championship: Michelle McCool besejrede Melina
- WWE Championship: Randy Orton besejrede Triple H og John Cena i en Triple Threat Match
- WWE Divas Championship: Mickie James besejrede Maryse
- WWE Intercontinental Championship: Rey Mysterio besejrede Dolph Ziggler
- WWE World Heavyweight Championship: Jeff Hardy besejrede CM Punk

### 2010
WWE Night of Champions 2010 blev afholdt d. 19. september 2010 fra Allstate Arena i Rosemont, Illinois.
- WWE Intercontinental Championship: Dolph Ziggler besejrede Kofi Kingston
- Big Show besejrede CM Punk
- WWE United States Championship: Daniel Bryan besejrede The Miz
- WWE Unified Divas Championship: Michelle McCool besejrede Melina
  - I denne kamp blev WWE Women's Championship og WWE Divas Championship forenet til en VM-titel for kvinder.
- WWE World Heavyweight Championship: Kane besejrede The Undertaker i en No Holds Barred Match
- WWE Tag Team Championship: Cody Rhodes og Drew McIntyre besejrede The Hart Dynasty (David Hart Smith & Tyson Kidd), The Usos, Santino Marella & Vladimir Kozlov og Evan Bourne & Mark Henry
- WWE Championship: Randy Orton besejrede Sheamus, Wade Barrett, Edge, John Cena og Chris Jericho i en six-pack challenge elimination match

### 2011
WWE Night of Champions 2011 blev afholdt d. 18. september 2011 fra First Niagara Center i Buffalo, New York.
- WWE Tag Team Championship: Air Boom (Evan Bourne og Kofi Kingston) besejrede The Miz og R-Truth via diskvalifikation
- WWE Intercontinental Championship: Cody Rhodes besejrede Ted DiBiase
- WWE United States Championship: Dolph Ziggler besejrede Jack Swagger, Alex Riley og John Morrison i en fatal four-way match
- WWE World Heavyweight Championship: Mark Henry besejrede Randy Orton
- WWE Divas Championship: Kelly Kelly (med Eve Torres) besejrede Beth Phoenix (med Natalya)
- WWE Championship: John Cena besejrede Alberto Del Rio
  - John Cena vandt VM-titlen for 12. gang i WWE.
- Triple H besejrede CM Punk i en no disqualification match